# Condado de Payette
El condado de Payette (en inglés: Payette County), fundado en 1917, es uno de los 44 condados del estado estadounidense de Idaho. En el año 2000 tenía una población de 20.578 habitantes con una densidad poblacional de 19 personas por km². La sede del condado es Payette.

## Geografía
Según la Oficina del Censo, el condado tiene un área total de 1062 km² (410 mi²), de la cual 1055 km² (407,3 mi²) es tierra y 7 km² (2,7 mi²) (0.65%) es agua.

### Condados adyacentes
- Condado de Washington - norte
- Condado de Gem - este
- Condado de Canyon - sur
- Condado de Malheur - oeste

## Demografía
En el 2000 la renta per cápita promedia del condado era de $33,046, y el ingreso promedio para una familia era de $37,430. En 2000 los hombres tenían un ingreso per cápita de $30,641 versus $21,421 para las mujeres. El ingreso per cápita para el condado era de $14,924. Alrededor del 13.20% de la población estaba bajo el umbral de pobreza nacional.

## Ciudades y pueblos
- Fruitland
- New Plymouth
- Payette